# Freud – Jenseits des Glaubens
Freud – Jenseits des Glaubens (Originaltitel: Freud’s Last Session) ist ein Spielfilm aus dem Jahr 2023 von Regisseur Matthew Brown mit Anthony Hopkins als Sigmund Freud, Matthew Goode als C. S. Lewis und Liv Lisa Fries als Anna Freud. Das Drehbuch von Mark St. Germain und Matthew Brown basiert auf dem Theaterstück Freud’s Last Session von Mark St. Germain, das wiederum auf dem Buch The Question of God von Armand Nicholi basiert.

## Handlung
Am 3. September 1939, zwei Tage nach Beginn des Überfalls auf Polen, lädt der an Krebs erkrankte Sigmund Freud den Schriftsteller und Oxford-Professor C. S. Lewis zu sich in sein Haus in London ein, vorgeblich um sich über das Buch The Pilgrim’s Regress  auszutauschen. Lewis war früher Atheist und trat später zum Christentum über, Freud interessieren dessen Ansichten über die Existenz Gottes.
Die beiden Männer diskutieren außerdem Themen wie Lewis’ posttraumatische Belastungsstörung als Kriegsveteran des Ersten Weltkriegs, J. R. R. Tolkien und die Inklings sowie die Art der Beziehungen von Freud und Lewis zu anderen Menschen, wie beispielsweise Freuds Tochter Anna Freud. Auch über den Tod von Freuds Tochter Sophie, die im Alter von 27 Jahren an der Spanischen Grippe starb und seinen Enkel, der im Alter von fünf Jahren an Tuberkulose starb und die Frage, wie Gott so viel Leid zulassen kann. Freud beabsichtigt, Suizid zu begehen, sollten die Schmerzen aufgrund seiner Krebserkrankung unerträglich werden. Lewis hält das für eine Sünde.
Sigmunds Tochter Anna Freud plant immer wieder, ihrem Vater ihre Lebensgefährtin Dorothy Tiffany Burlingham vorzustellen und wünscht sich seine Anerkennung der Beziehung, nach der Abreise von Lewis kommt es schließlich zu einem Treffen mit Sigmund, Anna und Dorothy.
Im Abspann erfährt der Zuseher, dass Freud am 23. September 1939 mit Hilfe seines Arztes Max Schur Suizid beging und Lewis während des Krieges evakuierte Kinder aufnahm, was ihm als Inspiration für seine Reihe Die Chroniken von Narnia diente. Anna und Dorothy lebten jahrzehntelang zusammen, Anna wurde als Begründerin der Kinderpsychoanalyse bekannt. Der Abspann erwähnt schließlich, dass Freud in den letzten Tagen seines Lebens jemanden aus Oxford traf, um wen es sich dabei handelt, ist unbekannt.

## Besetzung und Synchronisation
Die deutschsprachige Synchronisation übernahm die EVA Studios Germany GmbH. Dialogregie führte Uwe Cramer, der auch das Dialogbuch schrieb.
| Rolle                      | Darsteller             | Synchronsprecher        |
| -------------------------- | ---------------------- | ----------------------- |
| Sigmund Freud              | Anthony Hopkins        | Hans Bayer              |
| C. S. Lewis                | Matthew Goode          | Norman Matt             |
| Anna Freud                 | Liv Lisa Fries         | Liv Lisa Fries          |
| C. S. Lewis (19 Jahre)     | Rhys Mannion           | Flemming Stein          |
| Dorothy Tiffany Burlingham | Jodi Balfour           | Janin Stenzel           |
| Dr. Bernbridge             | Aidan McArdle          | Armin Schlagwein        |
| Dr. Max Schur              | Peter Warnock          | Martin Schubach         |
| Ernest Jones               | Jeremy Northam         | Frank Röth              |
| J.R.R. Tolkien             | Stephen Campbell Moore | Alexander Doering       |
| Jacob Freud                | Tarek Bishara          | Jaron Löwenberg         |
| Janie Moore                | Orla Brady             | Sabine Falkenberg       |
| Paddy Moore                | George Andrew-Clarke   | Tobias John von Freyend |
| Pater Brennan              | Emmet Kirwan           | Julius Jellinek         |
| Sophie Freud               | Nina Kolomiitseva      | Lea Faßbender           |
| Student Hensell            | Harry Delano           | Julian Bloedorn         |
| Warren Lewis               | Pádraic Delaney        | Axel Strothmann         |
| Weldon                     | David Shields          | Dennis Herrmann         |

## Produktion und Hintergrund
Der Film wurde von Subotica und Last Session Productions produziert, als Produzenten fungierten Alan Greisman, Hannah Leader, Tristan Lynch, Rick Nicita, Aoife O’Sullivan und Meg Thomson.
Ursprünglich wurde von den Filmmachern angedacht, das Freud-Museum in London für Dreharbeiten zu verwenden, unter anderem aus Kostengründen wurden aber die Räume in Freuds Wohnhaus in London-Hampstead in den Ardmore Studios in Dublin nachgebaut. Außenaufnahmen fanden ebenfalls in Dublin statt.
Die Kamera führte Ben Smithard, die Musik schrieb Coby Brown, die Montage verantwortete Paul Tothill und das Casting Reg Poerscout-Edgerton . Das Szenenbild gestaltete Luciana Arrighi und das Kostümdesign Eimer Ní Mhaoldomhnaigh.
Das Drehbuch basiert auf dem Theaterstück Freud’s Last Session von Mark St. Germain, das wiederum auf dem Buch The Question of God von Armand Nicholi basiert. Darin wird anhand verbriefter Äußerungen gemutmaßt, wie ein philosophischer Dialog zwischen Freud und C. S. Lewis hätte aussehen können. Streitpunkt ist dabei die Frage nach der Existenz Gottes. Während Lewis im Laufe seines Lebens eine Wandlung vom Atheisten zum Christen vollzog, unter anderem aufgrund des Einflusses von J. R. R. Tolkien, war Freud bis zuletzt Atheist.

## Veröffentlichung
Premiere war Ende Oktober 2023 am AFI-Fest in Los Angeles. In den USA kam der Film am 22. Dezember 2023 in ausgewählte Kinos.
Der deutsche Kinostart war am 19. Dezember 2024. Den Vertrieb übernahm in Deutschland die X Verleih.

## Rezeption
Am 14. September 2024 waren 54 von 144 bei Rotten Tomatoes aufgeführte Kritiken positiv bei einer durchschnittlichen Bewertung von 5,7 der 10 möglichen Punkte. Bei Metacritic erhielt der Film am 14. September 2024 einen Metascore von 48 von 100 möglichen Punkten, der auf 18 Rezensionen basierte.
Gaby Sikorski vergab auf Filmstarts.de drei von fünf Sternen. Anthony Hopkins zeige einmal mehr seine ganze schauspielerische Klasse. Der Film sei kein schlechter Einstieg in Themen wie Religion und Philosophie, selbst wenn der Bühnendiskurs auf der Kinoleinwand hier und dort durchaus auch mal ein wenig trocken wirke.
Manfred Riepe bewertete den Film auf epd-film.de ebenfalls mit drei von fünf Sternen. Die Freudschen Motive ließen sich schwerlich in eine Bildsprache umsetzen. In John Hustons Freud (1962) gelang das für einen Moment, in Browns Film suche man solche Momente vergebens. Anthony Hopkins schaue man gerne zu, die Regie hätte aber gut daran getan, sein Overacting zu bremsen. Browns konventionelle Inszenierung könne den Eindruck eines abgefilmten Kammerspiels nicht ganz abschütteln.
Oliver Armknecht (sechs von zehn Punkten) meinte auf film-rezensionen.de, dass das Drama primär der Besetzung wegen sehenswert sei, die Diskussionen schwankten zwischen interessant und banal.

## Publikationen
- Armand Nicholi: The Question of God: C.S. Lewis and Sigmund Freud Debate God, Love, Sex, and the Meaning of Life, Free Press, New York 2002, ISBN 0-7432-0237-6.